# Moina belli
Moina belli är en kräftdjursart som beskrevs av Gurney 1904. Moina belli ingår i släktet Moina och familjen Moinidae. Inga underarter finns listade i Catalogue of Life.